# Oriflamme
Oriflamme (z latinského aurea flamma neboli zlatý plamen) byl královskou standartou francouzských králů.
Původně to byl posvátný praporec francouzského královského opatství Saint-Denis,, které dnes leží v metropolitní oblasti Paříže. Praporec byl oranžový a byl připevněn ke kopí. Převládá názor, že původně bylo oním významným předmětem kopí, během času však došlo k jejich záměně. Barva standarty má prý původ v legendě, jež praví, že byl namočen do krve svatého Diviše, který byl krátce předtím sťat.
Oriflamme se později stal standartou francouzských králů a jako takový byl nošen v čele královských vojsk, kdykoliv se střetla v boji s jinou armádou. Praporečník neboli Porte Oriflamme zastával obvykle vysokou vojenskou pozici, např. maršála či konetábla, neboť ochrana tak viditelného symbolu v bitvě byla velikou ctí.
O Oriflamme se hovoří i ve středověkém eposu Píseň o Rolandovi z 11. století, kde je královská standarta nejprve nazývána Romaine a poté Montjoie. Ve svém díle Anna z Geiersteinu se o ní jako o praporci Karla Velikého zmiňuje i romantický skotský básník, prozaik a romanopisec Walter Scott.

## Významní praporečníciOriflamme
- Geoffroi de Charny – 14. století rytíř a autor několika děl o rytířství. Padl při ochraně standarty v bitvě u Poitiers za stoleté války.
- Arnoul d'Audrehem – 14. století bývalý francouzský maršál.

## Na mozaice Lateránského paláce v Římě

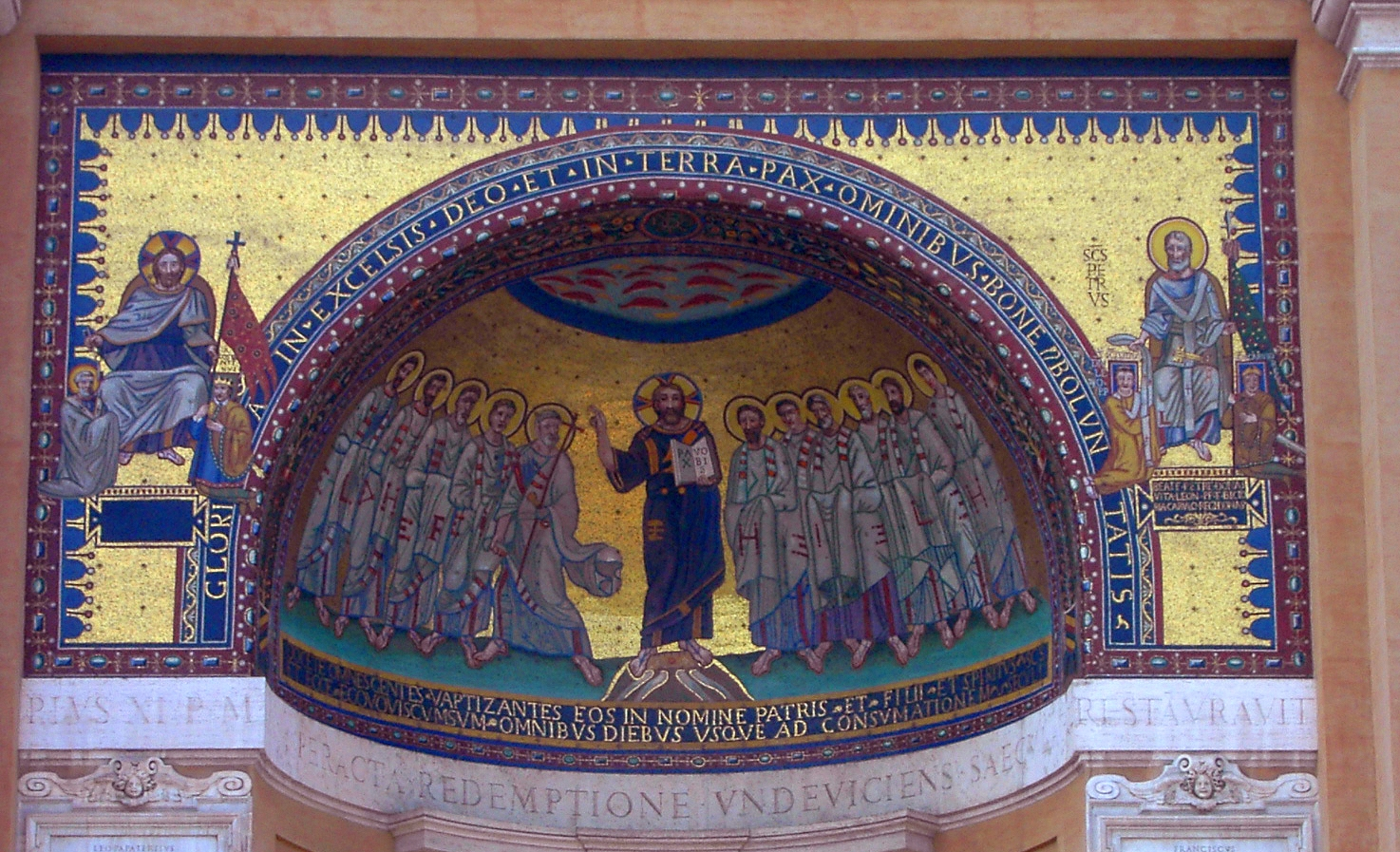
Karel Veliký přijímá zelené Oriflamme od sv. Petra (vpravo) a Konstantin VI. přijímá červené od Krista, mozaika z 9. století v tricliniu Lateránského paláce

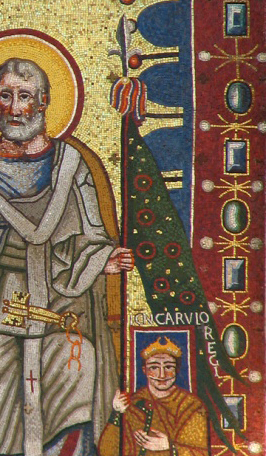
Detail mozaiky s Karlem přijímající zelené Oriflamme od sv. Petra

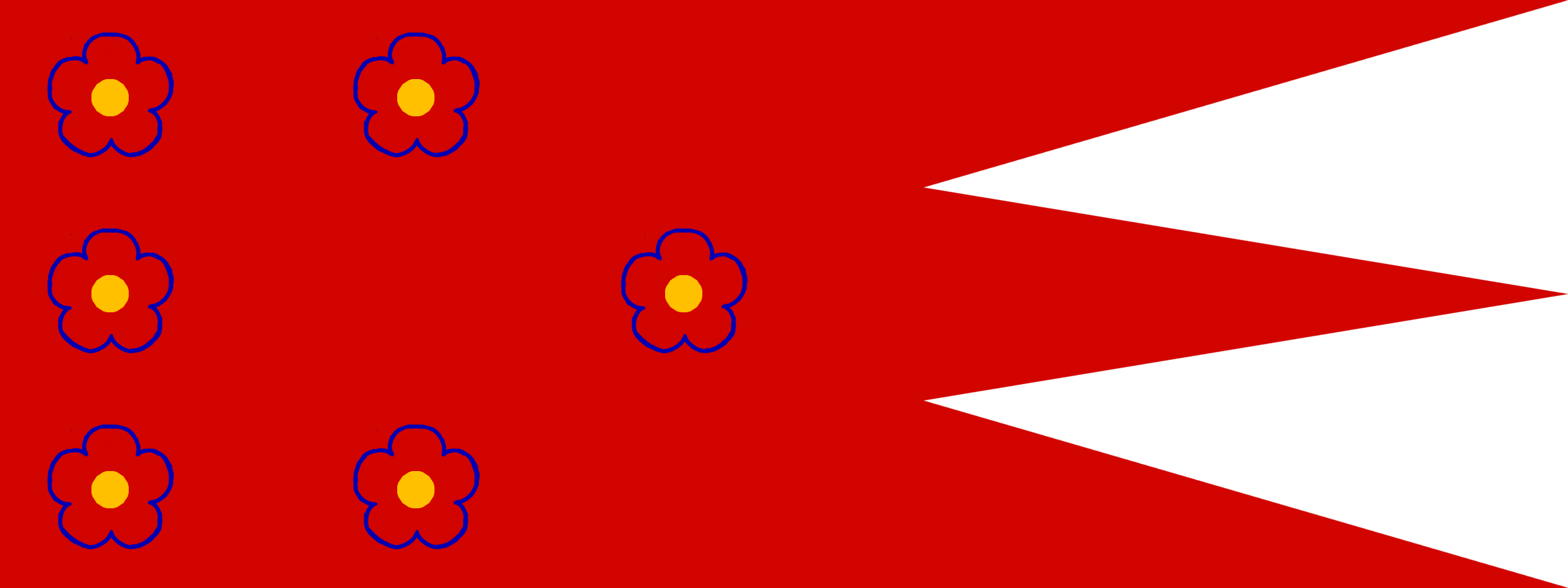
Oriflamme Karla Velikého podle popisu
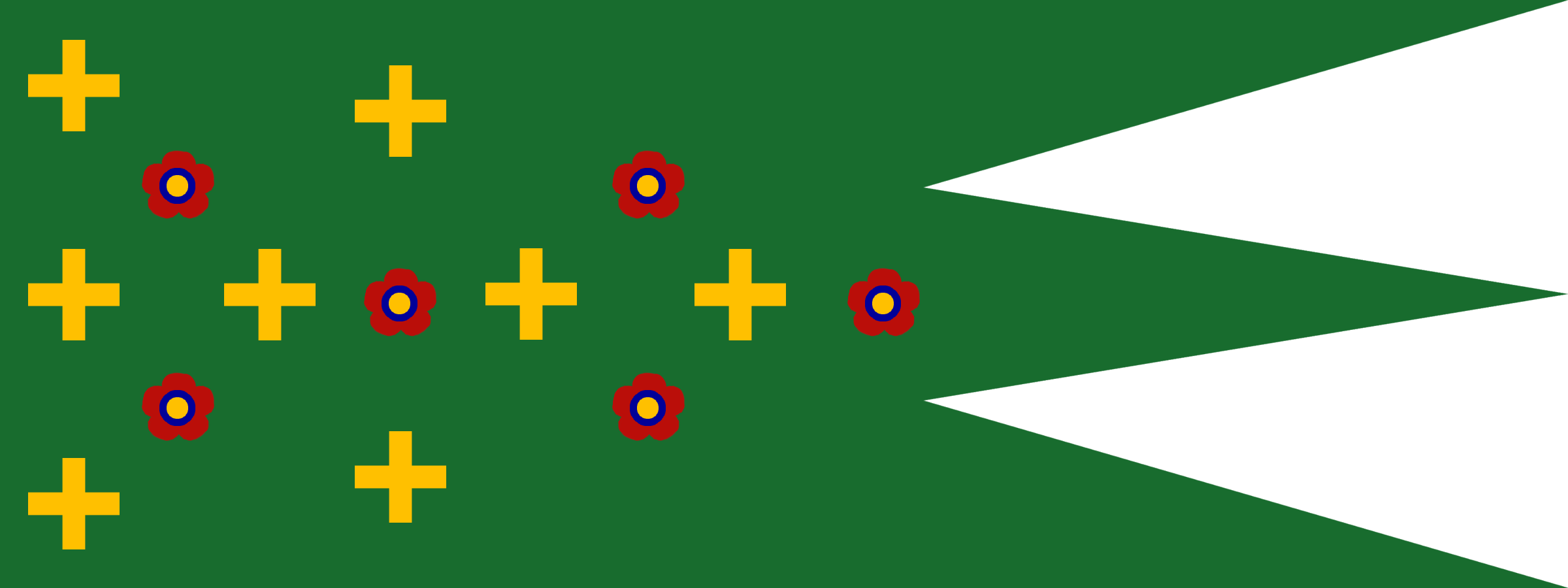
Oriflamme Karla Velikého podle římské mozaiky z 9. století
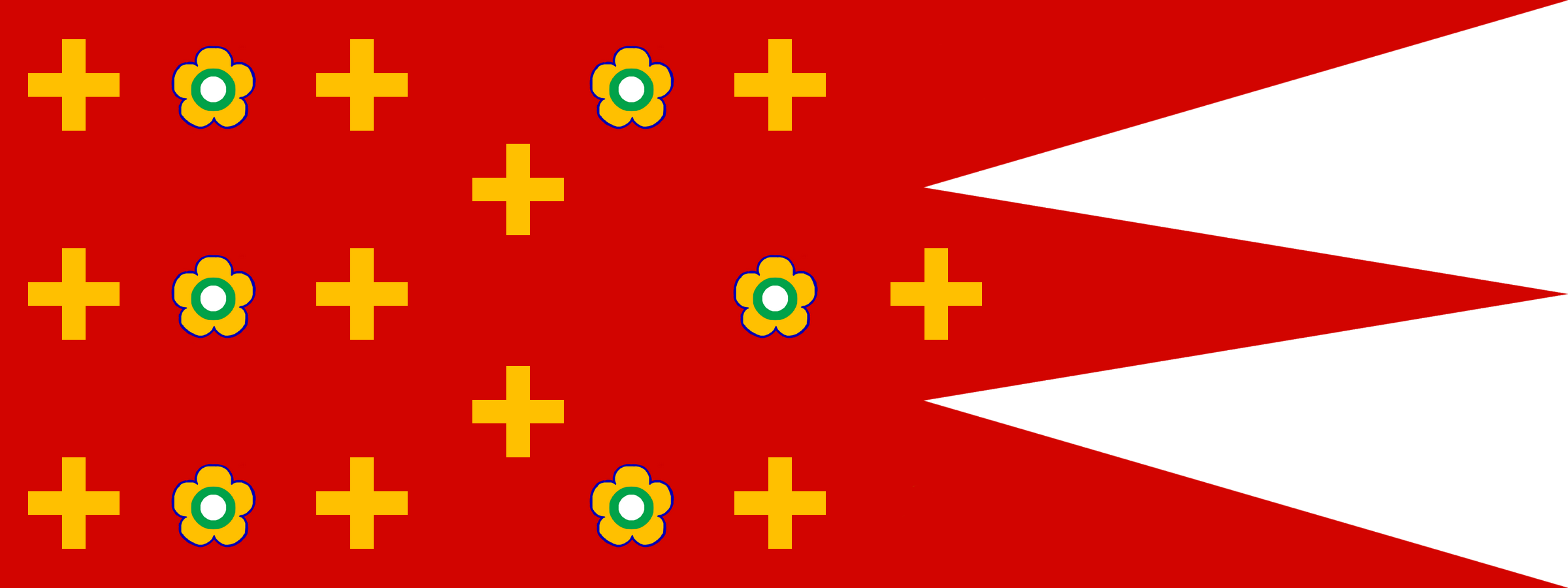
Oriflamme patřící (dle mozaiky) byzantskému císaři Konstantinovi VI. (není známo, že by ho Byzanc používala)